# Saison 1 de The Glades
Chronologie
Saison 2
Cet article présente le guide des épisodes de la première saison de la série télévisée The Glades.

## Généralités
- La série a été lancée aux États-Unis le 11 juillet 2010 sur la chaîne câblée A&E.
- La diffusion francophone est prévue ainsi :
  - Au Québec, la série est diffusée sur AddikTV depuis le 13 septembre 2011[1].
  - En Suisse, la série est diffusée sur TSR1 depuis le 17 septembre 2011.
  - En France, M6 diffuse la série depuis le 28 janvier 2012[2].

## Distribution

### Acteurs principaux
- Matt Passmore (VF : Jérôme Rebbot) : Jim Longworth
- Kiele Sanchez (VF : Charlotte Marin) : Callie Cargill
- Carlos Gómez (VF : Philippe Catoire) : Dr Carlos Sanchez
- Michelle Hurd (VF : Élisabeth Fargeot) : Colleen Manus
- Uriah Shelton (VF : Tom Trouffier) : Jeff Cargill
- Jordan Wall (en) (VF : Fabrice Fara) : Daniel Green

### Acteurs récurrents et invités
- Robin Riker (VF : Marion Game) : Jody Cargill (épisodes 2 et 4)
- Clayne Crawford (VF : Boris Rehlinger) : Ray Cargill (épisodes 3, 8, 12 et 13)
- Matthew Horohoe (VF : Thierry Bourdon) : Jason Elkins (épisode 5)
- Daniel Gillies (VF : Damien Boisseau) : Dave Rollins (épisode 6)
- Rachael Carpani (VF : Valérie Nosrée) : Heather Thompson (épisodes 7, 12 et 13)
- Jennifer Siebel Newsom (VF : Véronique Borgias) : Stephanie Chapman (épisodes 11 et 12)
- Joshua Close (VF : Vincent de Bouard) : Terry Evans (épisode 13)

## Épisodes

### Épisode 1:Sous le soleil de Floride
- États-Unis : 11 juillet 2010 sur A&E[3]
- Belgique 20 mai 2011 sur RTL TVI[4]
- Québec : 13 septembre 2011 sur AddikTV[1]
- France : 28 janvier 2012 sur M6[5]

- États-Unis : 3,55 millions de téléspectateurs[6] (première diffusion)
- France : 4,17 millions de téléspectateurs[7] (première diffusion)

- John Carroll Lynch (Mike Ogletree)

### Épisode 2:L'Oiseau rare
- États-Unis : 18 juillet 2010 sur A&E
- Belgique 20 mai 2011 sur RTL TVI
- Québec : 20 septembre 2011 sur AddikTV
- France : 28 janvier 2012 sur M6

- États-Unis : 3,35 millions de téléspectateurs[8] (première diffusion)
- France : 4,20 millions de téléspectateurs[7] (première diffusion)

- Beau Garrett (Bailey Saunders)
- Francesco Quinn (Eduardo Garcia)

### Épisode 3:En pleine tempête
- États-Unis : 25 juillet 2010 sur A&E
- Belgique 27 mai 2011 sur RTL TVI
- Québec : 27 septembre 2011 sur AddikTV
- France : 28 janvier 2012 sur M6

- États-Unis : 2,92 millions de téléspectateurs[9] (première diffusion)
- France : 3,91 millions de téléspectateurs[7] (première diffusion)

- Garret Dillahunt (Eddie Strickland)
- Katherine Helmond (Evelyn)
- Lorraine Toussaint (Carol Watkins)
- Ricky Wayne (Tommy Owens)

### Épisode 4:L'Odeur de la canne à sucre
- États-Unis : 1er août 2010 sur A&E
- Belgique 27 mai 2011 sur RTL TVI
- Québec : 4 octobre 2011 sur AddikTV
- France : 28 janvier 2012 sur M6

- États-Unis : 3,29 millions de téléspectateurs[10] (première diffusion)
- France : 3,09 millions de téléspectateurs[7] (première diffusion)

- Coy Stewart (Declan)

### Épisode 5:Les Cobayes
- États-Unis : 8 août 2010 sur A&E
- Belgique 3 juin 2011 sur RTL TVI
- Québec : 11 octobre 2011 sur AddikTV
- France : 4 février 2012 sur M6

- États-Unis : 3,10 millions de téléspectateurs[11] (première diffusion)
- France : 3,19 millions de téléspectateurs[12] (première diffusion)

- William R. Moses (Professeur Landers)
- Abigail Spencer (Ashley Carter)

### Épisode 6:L'Orangeraie
- États-Unis : 15 août 2010 sur A&E
- Belgique 3 juin 2011 sur RTL TVI
- Québec : 18 octobre 2011 sur AddikTV
- France : 4 février 2012 sur M6

- États-Unis : 2,80 millions de téléspectateurs[13] (première diffusion)
- France : 3,28 millions de téléspectateurs[12] (première diffusion)

- Dean Norris (Michael Nelson)
- John Ross Bowie (Joe Thomas)
- Daniel Gillies (Dave Rollins)
- John Ross Bowie (Joe Thomas)
- David de Lautour (Lenny Nelson)

### Épisode 7:Cassadaga
- États-Unis : 22 août 2010 sur A&E
- Belgique 10 juin 2011 sur RTL TVI
- Québec : 25 octobre 2011 sur AddikTV
- France : 4 février 2012 sur M6

- États-Unis : 3,32 millions de téléspectateurs[14] (première diffusion)
- France : 3,10 millions de téléspectateurs[12] (première diffusion)

- Melinda Page Hamilton (Sara Weston)
- Kathleen York (Dr. Britney Newhall)
- Mozhan Marnò (Renee LeFleur)
- Richard Cravens (Evan Gratton)
- Rachael Carpani (Heather Thompson)

### Épisode 8:L'Homme à la moto
- États-Unis : 29 août 2010 sur A&E
- Belgique 10 juin 2011 sur RTL TVI
- Québec : 1er novembre 2011 sur AddikTV
- France : 11 février 2012 sur M6

- États-Unis : 3,08 millions de téléspectateurs[15] (première diffusion)
- France : 2,71 millions de téléspectateurs[16] (première diffusion)

- Peter Onorati (Craig Daniels)
- Cameron Monaghan (Shane Conners)
- Brandi Burkhardt (Brandi Slater)
- Salvator Xuereb (Wade Conners)

### Épisode 9:Les Séminoles
- États-Unis : 5 septembre 2010 sur A&E
- Belgique 17 juin 2011 sur RTL TVI
- Québec : 8 novembre 2011 sur AddikTV
- France : 11 février 2012 sur M6

- États-Unis : 3,21 millions de téléspectateurs[17] (première diffusion)
- France : 2,81 millions de téléspectateurs[16] (première diffusion)

- Morgan Hewitt (Josie Tigertail)
- Chadwick Boseman (Michael Richmond)
- Chris Gartin (Peter Lang)
- Bill Cobbs (Gregory Richmond)

### Épisode 10:Pur sang
- États-Unis : 12 septembre 2010 sur A&E
- Belgique 17 juin 2011 sur RTL TVI
- Québec : 15 novembre 2011 sur AddikTV
- France : 11 février 2012 sur M6

- États-Unis : 3,21 millions de téléspectateurs[18] (première diffusion)
- France : 2,63 millions de téléspectateurs[16] (première diffusion)

- Dina Meyer (Patricia Dixon)
- Mark L. Taylor (William Meadows)
- Kristina Anapau (Darcy Owens)
- Bruce Davison (William Dosher)
- Karlee Eldridge (Gabby Barkin)

### Épisode 11:Le Trésor du Magdalena
- États-Unis : 19 septembre 2010 sur A&E
- Belgique 24 juin 2011 sur RTL TVI
- Québec : 22 novembre 2011 sur AddikTV
- France : 18 février 2012 sur M6

- États-Unis : 2,93 millions de téléspectateurs[19] (première diffusion)
- France : 3,92 millions de téléspectateurs[20] (première diffusion)

- Jonathan Scarfe (Mark Ellison)
- Scott Holroyd (Hal Hasker)
- Tina Casciani (Dulce Mendez)
- William Atherton (Big Jack Hasker)
- Michael Aaron Carico (Keith)
- Valeska Castillo (Carly)

### Épisode 12:Instants volés
- États-Unis : 26 septembre 2010 sur A&E
- Belgique 24 juin 2011 sur RTL TVI
- Québec : 29 novembre 2011 sur AddikTV
- France : 18 février 2012 sur M6

- États-Unis : 2,73 millions de téléspectateurs[21] (première diffusion)
- France : 3,92 millions de téléspectateurs[20] (première diffusion)

- Scott Cohen (Sénateur Donald Chapman)
- Jennifer Siebel Newsom (Stephanie Chapman)
- Benjamin Burdick (Owen DeMarco)
- Rachael Carpani (Heather Thompson)
- Marc Macaulay (en) (Bill Perkins)

### Épisode 13:Le Parcours idéal
- États-Unis : 3 octobre 2010 sur A&E
- Belgique 1er juillet 2011 sur RTL TVI
- Québec : 6 décembre 2011 sur AddikTV
- France : 25 février 2012 sur M6

- États-Unis : 2,69 millions de téléspectateurs[22] (première diffusion)
- France : 3,23 millions de téléspectateurs[23]

- Rachael Carpani (Heather Thompson)
- Joshua Close (Terry Evans)
- Julie Gonzalo (Kim Nichols)
- John Sloan (Scott Winters)